# Spinotarsus tubulosus
Spinotarsus tubulosus är en mångfotingart som beskrevs av Kraus 1960. Spinotarsus tubulosus ingår i släktet Spinotarsus och familjen Odontopygidae. Inga underarter finns listade i Catalogue of Life.